# Saint-Quentin-en-Tourmont
Saint-Quentin-en-Tourmont là một xã ở tỉnh Somme, vùng Hauts-de-France, Pháp.

## Địa lý
Thị trấn này có cự ly khoảng 15 dặm Anh về phía tây bắc của Abbeville, trên đường D204, có một phần vườn quốc gia Marquenterre nằm ở đây.

## Dân số
| 1962                                                                             | 1968 | 1975 | 1982 | 1990 | 1999 |
| -------------------------------------------------------------------------------- | ---- | ---- | ---- | ---- | ---- |
| 300                                                                              | 307  | 261  | 296  | 309  | 334  |
| Census count starting from 1962 Source=INSEE: Population without double counting |      |      |      |      |      |